# Кабесейра-Гранди
Кабесейра-Гранди (порт. Cabeceira Grande) — муниципалитет в Бразилии, входит в штат Минас-Жерайс. Составная часть мезорегиона Северо-запад штата Минас-Жерайс. Входит в экономико-статистический  микрорегион Унаи. Население составляет 6519 человек на 2006 год. Занимает площадь 1025,991 км². Плотность населения — 6,4 чел./км².

## История
Город основан 22 декабря 1995 года. 

## Статистика
- Валовой внутренний продукт на 2003 год составляет 43 394 972,00 реалов (данные: Бразильский институт географии и статистики).
- Валовой внутренний продукт на душу населения на 2003 год составляет 6949,87 реалов (данные: Бразильский институт географии и статистики).
- Индекс развития человеческого потенциала на 2000 год составляет 0,730 (данные: Программа развития ООН).